# Матеус Енріке до Кармо Лопес
Матеус Енріке до Кармо Лопес (порт. Matheus Henrique do Carmo Lopes; 8 березня 1985, Сеті-Лагоас, Мінас-Жерайс, Бразилія) — бразильський футболіст, захисник клубу «Томбенсе».

## Біографія
Вихованець клубу «Америка Мінейро», за який грав з 2000 року по 2005 рік. У 2005 році почав виступати за клуб на професійному рівні. Потім виступав за «Іпатінгу» з однойменного міста. У січні 2007 року був відданий в річну оренду в «Греміо», але за команду він так і не зіграв.
У 2008 році перебував у складі «Атлетіко Паранаенсе», але за клуб також не провів жодної гри. Влітку 2008 року перейшов в лісабонський «Белененсеш». У команді взяв 4 номер. У чемпіонаті Португалії дебютував 24 серпня 2008 року у виїзному матчі проти «Порту» (2:0), Матеус відіграв всю гру. Всього в «Белененсешы» провів півроку і провів 5 матчів. Взимку 2009 року перейшов в «Вілу-Нову» з міста Гоянія, яка виступала в бразильській Серії B. Матеус за клуб провів 3 матчі.
У 2010 році виступав за «Демократу-ГВ» в Лізі Мінейро, де провів 14 матчів і забив 1 гол. Пізніше грав за клуби: АСА з Арапіраки і «Уберландія» з однойменного міста.
У зимове міжсезоння 2011 року після проходження перегляду, підписав контракт із запорізьким «Металургом» на правах вільного агента. Тоді в команді була велика кількість бразильських гравців — Андерсон Рібейро, Джеферсон, Жуніор, Фабіано і Штефанелло. За словами головного тренера Олега Луткова підписання Матеуса сталося через перехід гравця «Металурга» Дмитра Невмиваки в «Іллічівець».
11 березня 2011 року дебютував у Прем'єр-лізі України у виїзному матчі проти київської «Оболоні» (1:0), Матеус відіграв весь поєдинок, по ходу гри отримав жовту картку. Після переможного матчу 17 квітня 2011 року проти донецького «Металурга» (0:1), Матеус потрапив у символічну збірну туру. За підсумками сезону 2010/11 «Металург» посів останнє 16 місце і вилетів у Першу лігу України. Матеус провів 10 матчів у чемпіонаті України і отримав 4 жовтих картки, ставши основним гравцем команди.
У Першій лізі України сезону 2011/12 «Металург» став срібним призером і вийшов в Прем'єр-лігу, клуб поступився лише «Говерлі-Закарпаття». За підсумками сезону в Першій лізі Матеус провів 29 матчів і забив 3 голи, отримавши 6 жовтих і 2 червоні картки, у Кубку України провів 4 матчі і забив 1 гол. Також Матеус став одним з найкращих гравців того сезону. Всього за Металург провів 68 матчів і забив 5 голів у першостях України, у Кубку провів 5 матчів і забив 1 гол.
У грудні 2013 року побував на перегляді в казахстанському «Ордабаси». В лютому 2014 року підписав річний контракт з китайським клубом «Ченду Блейдс». У команді отримав 2 номер. 15 березня 2014 року дебютував в чемпіонаті Китаю в матчі проти «Циндао Чжуннен» (1:1), Матеус відіграв всю гру і отримав жовту картку на 65 хвилині. Всього в чемпіонаті китаю до кінця року провів 19 матчів
2015 року повернувся на батьківщину, ставши гравцем клубу «Томбенсе» з Серії С.

## Досягнення
- Срібний призер Першої ліги України (1): 2011/12